# Tocmeală
Termenul tocmeală sau negociere se referă la un proces prin care cumpărătorul solicită vânzătorului să reducă prețul unui bun sau al unui serviciu oferit de vânzător. Este un proces prin care se fac vizibile atât interesele solicitanților, cât și ale ofertanților. Vânzătorul încearcă să ridice prețul, în timp ce cumpărătorul încearcă să îl coboare, cu scopul de a se ajunge între ei la un acord. Deseori, nu se ajunge la un acord care să satisfacă ambele părți și atunci, acea acțiune de  cumpărare⁠(d)/vânzare eșuează. Se poate spune că este un dezacord între cumpărător⁠(d) și vânzător asupra prețului.
Tocmeala este o strategie alternativă variantei în care prețurile bunurilor și serviciilor sunt pre-stabilite. Tocmeala a dispărut în multe părți ale lumii, acolo unde costul/prețul timpului necesar tocmelii este mai mare decât câștigul în sine. Își continuă existența în piețe stradale (de exemplu: Medellin, Columbia, Peru sau prin Buenos Aires, Argentina, Mozambic sau pentru bunuri mai scumpe).
În ghidurile de călătorie de obicei se indică care este marja rezonabilă la care poți apela ca turist în relația cu un vânzător. Pentru asta, atunci când faceți căutări pe Internet, puteți asocia cuvântul "tocmeală" cu locul preconizat al vizitei, pentru a ști cam care este obiceiul acolo: de exemplu, "tocmeală Maroc".
Ca termen, se poate întâlni folosit sub formă de verb: "a se tocmi" sau poate fi auzit în expresii de genul "m-am tocmit, la sânge" sau "ne-am tocmit până am ajuns la un preț rezonabil".

## Vezi și
- Negociere